# プジョー・RC
プジョー・RC (The Peugeot RC) は2002年に発表されたプジョーのコンセプトカーである。

## 概要
RCは2002年のジュネーブモーターショーで発表された。RCは2台作られ、黒いエクステリアに赤のインテリアを持つ個体は「RCスペード (RC Spades)」、赤いエクステリアに黒いインテリアを持つ個体は「RCダイヤモンド (RC Diamonds)」と名付けられた。スペードには2.0 L 自然吸気直列4気筒ガソリンエンジンが搭載された。ダイヤモンドには2.2 L直列4気筒ディーゼルターボエンジンが搭載された。どちらのバージョンにも、カーボンファイバーボディ、カーボンセラミックブレーキ、6速シーケンシャルギアボックスが搭載されている。0-100 km/hは6秒で、最高速度は330 km/h。
RCはプジョースタイリングセンターによってデザインされ、その後のプジョーのモデルに影響を与えるデザインとなった。

## Hybrid electric

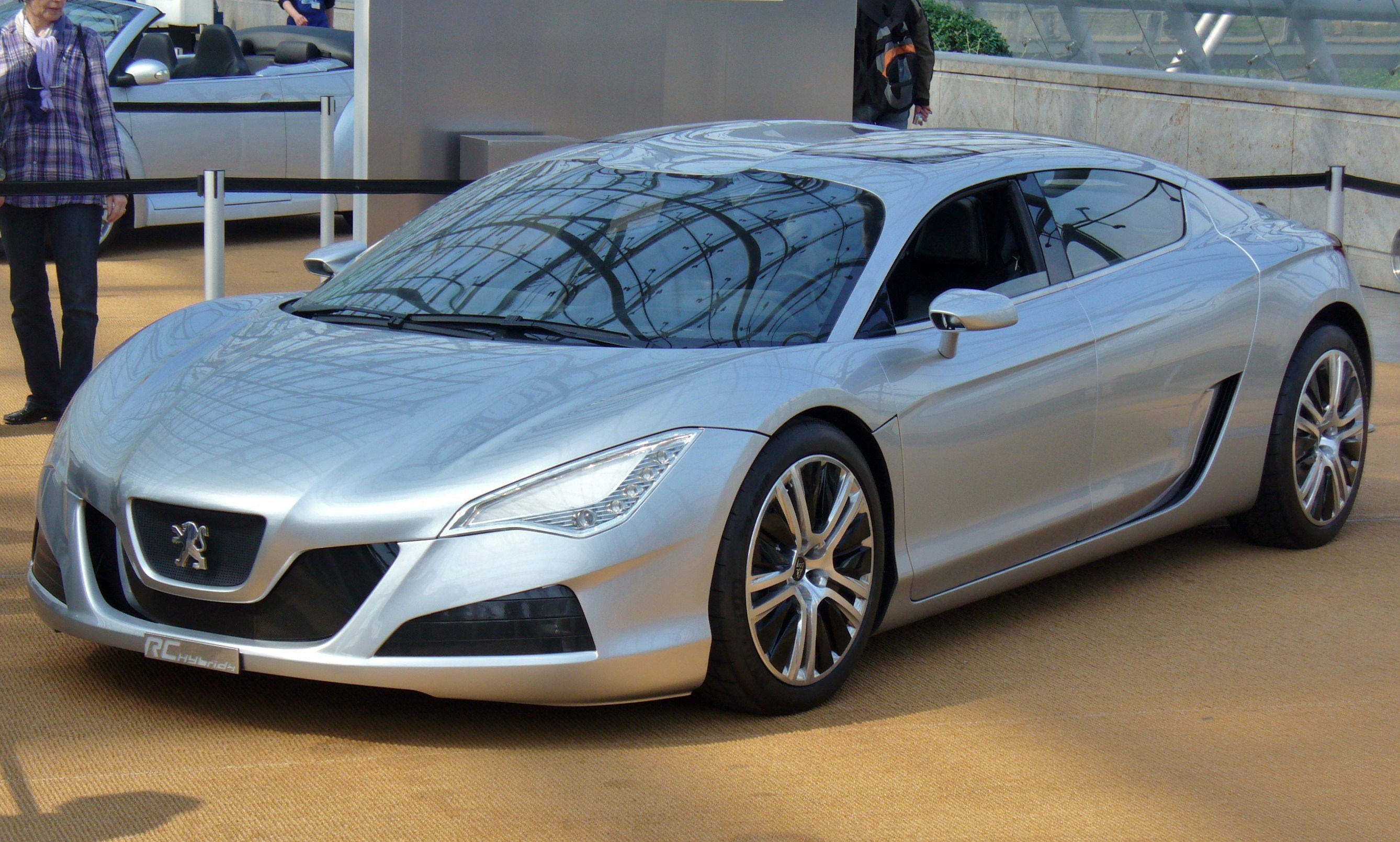
プジョーRC HYmotion4、2010年オートモービルインターナショナルに登場

## RC ハイブリッド4
RC ハイブリッド4は2008年のパリモーターショーで発表されたRCのハイブリッドモデルである。RCとは異なり4ドアのモデルとなっており、RCスペード及びRCダイヤモンド、そして2006年に発表された908RCの間に位置付けられるモデルとなる。